# Sōta Kitano
Sōta Kitano (北野 颯太?, Kitano Sōta; Wakayama, 13 agosto 2004) è un calciatore giapponese, attaccante del Salisburgo.

## Carriera

### Club
Kitano è cresciuto nel settore giovanile del Cerezo Osaka con cui ha debuttato in prima squadra il 19 febbraio 2022 nell'incontro di J1 League pareggiato 2-2 contro lo Yokohama F·Marinos. Quattro giorni dopo ha firmato il suo primo contratto professionistico ed il 2 marzo successivo ha segnato il suo primo gol contro il Kashima Antlers in Coppa J.League.

### Nazionale
Nel 2023 è stato convocato dal Giappone Under-20 per il campionato mondiale di calcio Under-20 2023 ed alla Coppa d'Asia Under-20 2023.

## Statistiche

### Presenze e reti nei club
Statistiche aggiornate al 1° giugno 2025.
| Stagione            | Squadra             | Campionato          | Campionato | Campionato | Coppe nazionali | Coppe nazionali | Coppe nazionali | Coppe continentali | Coppe continentali | Coppe continentali | Altre coppe | Altre coppe | Altre coppe | Totale | Totale | Totale |
| Stagione            | Squadra             | Comp                | Pres       | Reti       | Comp            | Pres            | Reti            | Comp               | Pres               | Reti               | Comp        | Pres        | Reti        | Pres   | Reti   |        |
| ------------------- | ------------------- | ------------------- | ---------- | ---------- | --------------- | --------------- | --------------- | ------------------ | ------------------ | ------------------ | ----------- | ----------- | ----------- | ------ | ------ | ------ |
| 2020                | Cerezo Osaka U-23   | J3                  | 8          | 0          | -               | -               | -               | -                  | -                  | -                  | -           | -           | -           | 8      | 0      |        |
| 2022                | Cerezo Osaka        | J1                  | 19         | 0          | CG+CdL          | 0+10            | 3               | -                  | -                  | -                  | -           | -           | -           | 29     | 3      |        |
| 2023                | Cerezo Osaka        | J1                  | 12         | 2          | CG+CdL          | 3+4             | 2+0             | -                  | -                  | -                  | -           | -           | -           | 19     | 4      |        |
| 2024                | Cerezo Osaka        | J1                  | 18         | 2          | CG+CdL          | 1+3             | 0               | -                  | -                  | -                  | -           | -           | -           | 22     | 2      |        |
| feb.-giu. 2025      | Cerezo Osaka        | J1                  | 19         | 4          | CG+CdL          | 0+2             | 0               | -                  | -                  | -                  | -           | -           | -           | 21     | 4      |        |
| Totale Cerezo Osaka | Totale Cerezo Osaka | Totale Cerezo Osaka | 68         | 8          |                 | 23              | 5               |                    | -                  | -                  |             | -           | -           | 91     | 13     |        |
| Totale carriera     | Totale carriera     | Totale carriera     | 76         | 8          |                 | 23              | 5               |                    | -                  | -                  |             | -           | -           | 99     | 13     |        |

### Cronologia presenze e reti in nazionale
| Cronologia completa delle presenze e delle reti in nazionale ― Giappone under 20 | Cronologia completa delle presenze e delle reti in nazionale ― Giappone under 20 | Cronologia completa delle presenze e delle reti in nazionale ― Giappone under 20 | Cronologia completa delle presenze e delle reti in nazionale ― Giappone under 20 | Cronologia completa delle presenze e delle reti in nazionale ― Giappone under 20 | Cronologia completa delle presenze e delle reti in nazionale ― Giappone under 20 | Cronologia completa delle presenze e delle reti in nazionale ― Giappone under 20 | Cronologia completa delle presenze e delle reti in nazionale ― Giappone under 20 |
| Data                                                                             | Città                                                                            | In casa                                                                          | Risultato                                                                        | Ospiti                                                                           | Competizione                                                                     | Reti                                                                             | Note                                                                             |
| -------------------------------------------------------------------------------- | -------------------------------------------------------------------------------- | -------------------------------------------------------------------------------- | -------------------------------------------------------------------------------- | -------------------------------------------------------------------------------- | -------------------------------------------------------------------------------- | -------------------------------------------------------------------------------- | -------------------------------------------------------------------------------- |
| 31-5-2022                                                                        | Fos-sur-Mer                                                                      | Giappone under 20                                                                | 1 – 0                                                                            | Algeria under 20                                                                 | Torneo di Tolone 2022 - 1º turno                                                 | 1                                                                                | 90+1’                                                                            |
| 3-6-2022                                                                         | Fos-sur-Mer                                                                      | Giappone under 20                                                                | 0 – 0 (0 – 3 dtr)                                                                | Comore under 20                                                                  | Torneo di Tolone 2022 - 1º turno                                                 | -                                                                                | 70’                                                                              |
| 6-6-2022                                                                         | Fos-sur-Mer                                                                      | Giappone under 20                                                                | 1 – 2                                                                            | Colombia under 20                                                                | Torneo di Tolone 2022 - 1º turno                                                 | -                                                                                |                                                                                  |
| 10-6-2022                                                                        | Mallemort                                                                        | Argentina under 20                                                               | 3 – 2                                                                            | Giappone under 20                                                                | Torneo di Tolone 2022 - Play-off 5º posto                                        | -                                                                                | 46’                                                                              |
| 12-9-2022                                                                        | Vientiane                                                                        | Laos under 20                                                                    | 0 – 4                                                                            | Giappone under 20                                                                | Qualificazioni Coppa d'Asia AFC Under-20 2023                                    | 1                                                                                | 65’                                                                              |
| 14-9-2022                                                                        | Vientiane                                                                        | Giappone under 20                                                                | 9 – 0                                                                            | Guam under 20                                                                    | Qualificazioni Coppa d'Asia AFC Under-20 2023                                    | -                                                                                | 76’                                                                              |
| 16-9-2022                                                                        | Vientiane                                                                        | Palestina under 20                                                               | 0 – 8                                                                            | Giappone under 20                                                                | Qualificazioni Coppa d'Asia AFC Under-20 2023                                    | 1                                                                                | 58’                                                                              |
| 18-9-2022                                                                        | Vientiane                                                                        | Giappone under 20                                                                | 1 – 0                                                                            | Yemen under 20                                                                   | Qualificazioni Coppa d'Asia AFC Under-20 2023                                    | -                                                                                | 63’                                                                              |
| 3-3-2023                                                                         | Tashkent                                                                         | Giappone under 20                                                                | 2 – 1                                                                            | Cina under 20                                                                    | Coppa d'Asia AFC Under-20 2023 - 1º turno                                        | -                                                                                | 83’                                                                              |
| 6-3-2023                                                                         | Tashkent                                                                         | Kirghizistan under 20                                                            | 0 – 3                                                                            | Giappone under 20                                                                | Coppa d'Asia AFC Under-20 2023 - 1º turno                                        | -                                                                                | 79’                                                                              |
| 9-3-2023                                                                         | Tashkent                                                                         | Arabia Saudita under 20                                                          | 1 – 2                                                                            | Giappone under 20                                                                | Coppa d'Asia AFC Under-20 2023 - 1º turno                                        | -                                                                                | 72’                                                                              |
| 12-3-2023                                                                        | Tashkent                                                                         | Giappone under 20                                                                | 2 – 0                                                                            | Giordania under 20                                                               | Coppa d'Asia AFC Under-20 2023 - Quarti di finale                                | -                                                                                | 77’                                                                              |
| 15-3-2023                                                                        | Tashkent                                                                         | Iraq under 20                                                                    | 2 – 2 dts (5 – 3 dtr)                                                            | Giappone under 20                                                                | Coppa d'Asia AFC Under-20 2023 - Semifinale                                      | -                                                                                | 68’                                                                              |
| 21-5-2023                                                                        | La Plata                                                                         | Senegal under 20                                                                 | 0 – 1                                                                            | Giappone under 20                                                                | Mondiali Under-20 2023 - 1º turno                                                | -                                                                                | 80’                                                                              |
| 24-5-2023                                                                        | La Plata                                                                         | Giappone under 20                                                                | 1 – 2                                                                            | Colombia under 20                                                                | Mondiali Under-20 2023 - 1º turno                                                | -                                                                                | 66’                                                                              |
| 27-5-2023                                                                        | Mendoza                                                                          | Giappone under 20                                                                | 1 – 2                                                                            | Israele under 20                                                                 | Mondiali Under-20 2023 - 1º turno                                                | -                                                                                | 90’                                                                              |
| Totale                                                                           |                                                                                  | Presenze                                                                         | 16                                                                               |                                                                                  | Reti                                                                             | 3                                                                                |                                                                                  |